# Anna Różycka-Bryzek
Anna Różycka-Bryzek (ur. 27 kwietnia 1928, zm. 4 września 2005) – prof. dr hab., historyk sztuki bizantyńskiej.

## Życiorys
Absolwentka historii sztuki UJ. Była uczennicą Vojeslava Molè. W 1961 roku otrzymała stopień doktora nauk humanistycznych na podstawie rozprawy Bizantyjsko-ruskie malowidła Ścienne w kaplicy Świętokrzyskiej Wawelu. Od 1951 do 1978 roku pracowała w Muzeum Książąt Czartoryskich w Krakowie. W 1983 opublikowała rozprawę habilitacyjną Bizantynsko-ruskie malowidła kaplicy Zamku lubelskiego. Do 2005 kierownik Zakładu Historii Sztuki Bizancjum w Instytucie Historii Sztuki Uniwersytetu Jagiellońskiego, członek korespondent PAU. Przed doktoratem zajmowała się malowidłami bizantyńskimi w Wiślicy. Opublikowała kilka prac o freskach w kaplicy Świętej Trójcy na zamku lubelskim. Zajmowała się malowidłami w dawnej kolegiacie, obecnie katedrze, sandomierskiej i w cerkwi św. Onufrego w Posadzie Rybotyckiej. „Przegląd Prawosławny” przyznał w 1999 roku Annie Różyckiej-Bryzek nagrodę im. Księcia Konstantego Ostrogskiego. Pochowana na Cmentarzu Salwatorskim w Krakowie.

## Wybrane publikacje

### Książki
- Malarstwo włoskie XIV i XV wieku. Wystawa z muzeów i zbiorów polskich z udziałem Galerii Narodowej w Pradze i Muzeum Sztuki w Bukareszcie, Kraków, październik-grudzień 1961, oprac. Anna Dobrzycka, red. Anna Różycka-Bryzek, Kraków 1961.
- La peinture italienne des XIV et XV siècles. Exposition des musées et des collections polonaises avec concours de la Galerie nationale de Prague et du Musée de l'art à Bucarest, Cracovie, octobre - décembre 1961, aut. Anna Dobrzycka, trad. Franciszek Xawery Pusłowski, Marek Rostworowski, réd. Anna Różycka-Bryzek ; wstęp: M. Rostworowski, J. Białostocki, A. Różycka-Bryzek, Cracovie: Musée national 1961.
- Helena Blum, 1000 years of Art in Poland. Royal Academy of Arts 1970, ed. Anna Różycka - Bryzek, Warszawa 1970.
- Bizantyńsko-ruskie malowidła w kaplicy zamku Lubelskiego,	Warszawa: Państwowe Wydawnictwo Naukowe 1983.
- Freski bizantyńsko-ruskie fundacji Jagiełły w kaplicy Zamku Lubelskiego, Lublin: Muzeum Lubelskie - Wydawnictwo Uniwersytetu Marii Curie-Skłodowskiej 2000 (Wyd. 2 - red. Magdalena Janik - Lublin: Muzeum Lubelskie 2012).

### Artykuły
- Bizantyńskie malarstwo ikonowe, „Roczniki Muzeów województwa rzeszowskiego” 1 (1968).
- Bizantyńskie malarstwo jako wykładnia prawd wiary. Recepcja na Rusi - drogi przenikania do Polski, w: Chrześcijańskie dziedzictwo bizantyńsko-słowiańskie. VI Kongres Teologów Polskich, Lublin 12-14 IX 1989, pod red. ks. Adama Kubisia, ks. Mariana Ruseckiego, Lublin 1994, KUL, s. 51-67.
- Bizantyńsko - ruskie malowidła ścienne w kaplicy Świętokrzyskiej na Wawelu (1470), „Studia do dziejów Wawelu” 3 (1968).
- Bizantyńsko - ruskie malowidła ścienne w kolegiacie wiślickiej, „Folia Historiae Artium” 2 (1965), s. 47-82.
- Pojęcie oryginału i kopii w malarstwie bizantyńskim [w:] Oryginał - replika - kopia, pod red. A. Ryszkiewicza, Warszawa 1971.
- Wyobrażenia aniołów w bizantyńsko - ruskich malowidłach kaplicy św. Trójcy na zamku w Lublinie, „Folia Historiae Artium” 13 (1977).
- Byzantine Frescoes in Medieval Poland [w:] Evolution generale et developpements regionaux en histoire de l’art. Actes du XXIIe Congres International d’Histoire de l’art., Budapest 1969, t. 1, Budapeszt 1972.
- Ikonografia malowideł ściennych w kaplicy św. Trójcy na zamku w Lublinie (1418): wątek starotestamentowy i hagiograficzny, „Zeszyty Naukowe Uniwersytetu Jagiellońskiego” t.412 „Prace z Historii Sztuki”, z. 12, 1975.
- Nowe identyfikacje przedstawień starotestamentowych i hagiograficznych w kaplicy zamkowej w Lublinie, „Sprawozdania z Posiedzeń Naukowych PAN, Oddział w Krakowie” t. 18/1, 1975.
- Echa tradycji antycznych w bizantyńsko - ruskich malowidłach ściennych Sandomierza i Lublina [w:] Ars auro prior. Studia Joanni Białostocki sexagenario dicata, pod. red. P. Skubiszewskiego i innych, Warszawa 1981.
- Mirraculous Flight on Clouds in Byzantine Art.: Antique Imagery Transformed [w:] Byzantina et Slavica Cracoviensia, Paganism in Later Roman Empire and in Byzantium, vol. 1, ed. M. Salamon, Cracow 1991, s. 169-182.
- Przeciwko stereotypom myślenia o sztuce bizantyńskiej, „Znak” 46 (1994), z. 3, s. 51-56.
- Hasła: Acheiropoietos, s. 2-3; Athos, s. 58-61; Bizantyńska sztuka, s. 85-92; Demetriusz Myroblita, s. 137-138; Hagia Eirne, s. 192; Hagia Sophia, s. 193-195; Ikonostas, s. 216-218; Mandylion, s. 324-325; Mozaika, s. 359-362; Zakład Historii Sztuki Bizantyńskiej Instytutu Historii Sztuki Uniwersytetu Jagiellońskiego w Krakowie, s. 497 [w:] Encyklopedia kultury bizantyńskiej, red. Oktawiusz Jurewicz, Warszawa 2002.